# شهرستان آنیانگ
شهرستان آنیانگ (به لاتین: Anyang County) یک منطقهٔ مسکونی در چین است که در آنیانگ واقع شده‌است.